# 2007년 7월
| 2007년: 1월 · 2월 · 3월 · 4월 · 5월 · 6월 · 7월 · 8월 · 9월 · 10월 · 11월 · 12월 |

| <           | 2007년 7월 | 2007년 7월 | 2007년 7월 | 2007년 7월 | 2007년 7월 | >           |
| 일          | 월         | 화         | 수         | 목         | 금         | 토          |
| 1 5.17 병신 | 2 18 정유  | 3 19 무술  | 4 20 기해  | 5 21 경자  | 6 22 신축  | 7 23 임인   |
| 8 24 계묘   | 9 25 갑진  | 10 26 을사 | 11 27 병오 | 12 28 정미 | 13 29 무신 | 14 6.1 기유 |
| 15 2 경술   | 16 3 신해  | 17 4 임자  | 18 5 계축  | 19 6 갑인  | 20 7 을묘  | 21 8 병진   |
| 22 9 정사   | 23 10 무오 | 24 11 기미 | 25 12 경신 | 26 13 신유 | 27 14 임술 | 28 15 계해  |
| 29 16 갑자  | 30 17 을축 | 31 18 병인 |            |            |            |             |

| 편집하기 |

## 2007년7월 31일
- 탈레반은 한국인 인질 1명이 추가로 살해되었다고 밝혔다.

## 2007년7월 30일
- 연쇄성폭행범 일명 발바리 이중구(46세)에게 1심 법원이 무기징역을 선고하였다.

## 2007년7월 29일
- 제21회 일본 참의원 의원 통상선거에서 여당인 자유민주당이 패하고, 민주당이 여당의 의석을 크게 상회하는 60석을 얻어 제1당으로 부상하였다.
- 아시안컵에서 이라크가 사우디아라비아를 1-0으로 꺾고 우승했다.

## 2007년7월 27일
- 백종천 안보정책 실장이 탈레반과 인질 석방 협상을 벌이기 위해 카불에 도착했다.

## 2007년7월 25일
- 탈레반은 한국인 인질 8명을 석방했고, 한국인 인질 1명을 살해했다고 밝혔다. 살해된 인질은 배형규 목사로 확인되었다.

## 2007년7월 21일
- 조앤 K. 롤링의 《해리 포터》 시리즈의 완결판인 제7권 《해리 포터와 죽음의 성물》이 전 세계에서 판매되기 시작했다.
- 서해상에 추락한 대한민국 공군 소속 KF-16 전투기 1대의 잔해가 발견되었고 승무원 이규진 중령과 박인철 대위가 사망하였다.

## 2007년7월 19일
- 한나라당 대선후보인 이명박과 박근혜에 대한 인사청문회가 열렸다.
- 2007년 탈리반 한국인 납치 사건: 아프가니스탄에서 한국인 23명이 탈리반 무장세력에 의해 납치되었다.

## 2007년7월 18일
- 아시안컵 8강 진출 팀들이 모두 결정되었다.
- 육자 회담이 재개되었다.

## 2007년7월 16일
- 일본 니가타현과 나가노현을 중심으로 6.8의 지진이 발생했다.

## 2007년7월 14일
- 미국 국무부는 조선민주주의인민공화국의 영변 핵시설이 폐쇄되었다고 밝혔다.

## 2007년7월 8일
- 서울중앙지법 민사12부는 이지투디제이는 비트매니아를 표절한 상품이므로, 어뮤즈월드는 코나미에게 총 117억여원을 배상하라는 판결을 내렸다.

## 2007년7월 4일
- 2014년 동계 올림픽 개최지로 러시아의 소치가 확정되었다. 대한민국의 평창은 2차 투표에서 4표 차이로 탈락했다.

## 2007년7월 2일
- 김승연 한화그룹 회장이 징역 1년 6개월을 선고받았다.